# 真鶴半島
座標: 北緯35度8分45.6秒 東経139度8分53.5秒 / 北緯35.146000度 東経139.148194度

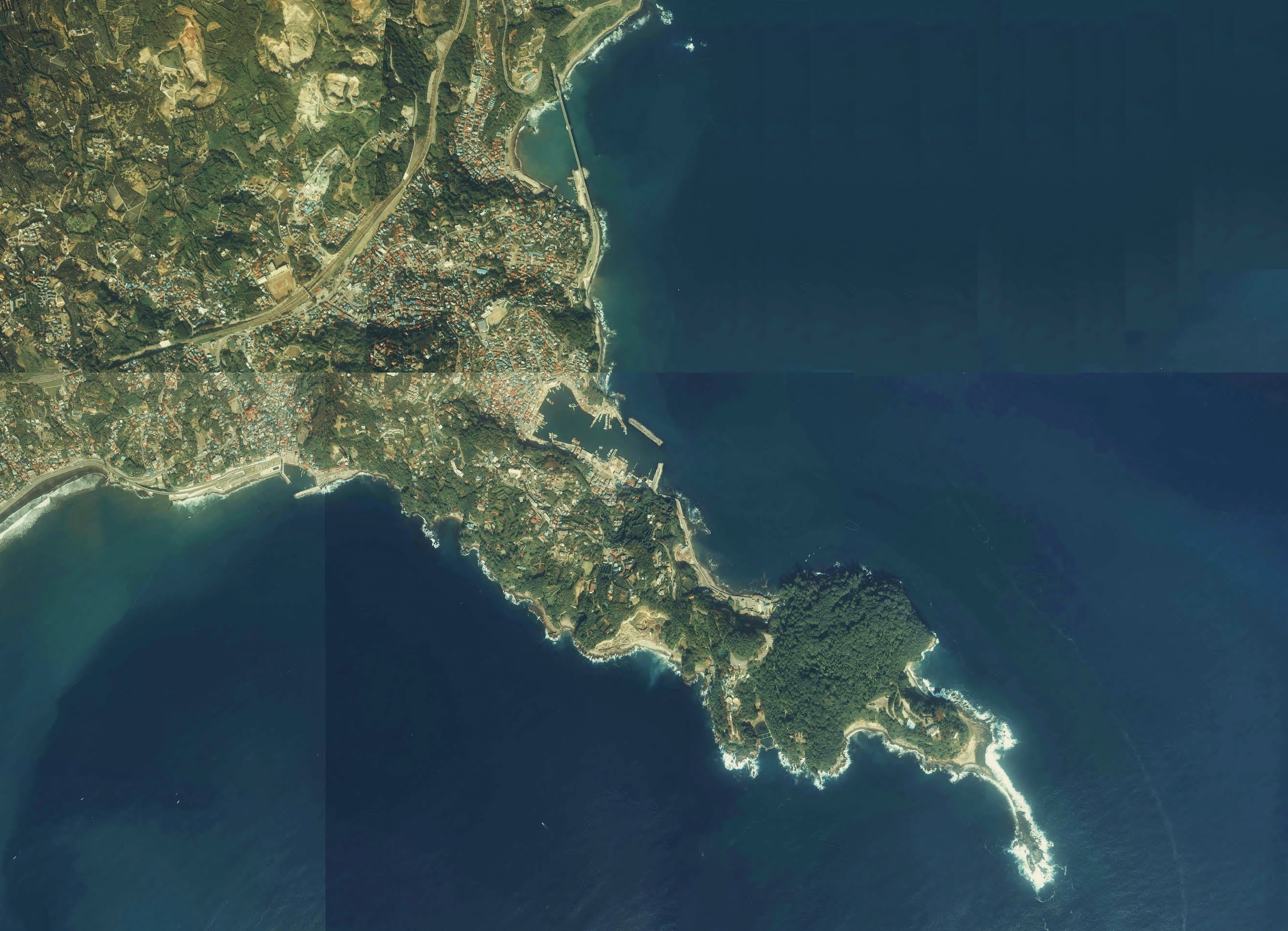
真鶴半島周辺の空中写真。
。

真鶴半島（まなづるはんとう）は神奈川県足柄下郡真鶴町にある小さな半島である。海岸は高さ20mほどの岸壁が続く。陸上には松や楠、椎などの常緑樹の大木と、シダ類が生い茂る原生林が残されている。先端の真鶴岬の先には神奈川県の名勝地である三ツ石（正式には笠島という）がある。引潮の際にはこの三ツ石まで歩いて渡ることができる。真鶴半島でしか採取されない石として本小松石がある。なお、この真鶴半島の先端から、三浦半島の先端を結んだ線から北の海域を相模湾と呼ぶ。

## 真鶴半島の形成
箱根火山のカルデラの形成が始まった23万年前以降も引き続き、箱根火山の北西部と南東部では単成火山の活発な活動が続いた。北西部では長尾峠付近で活動した深沢溶岩グループ、寒沢溶岩グループが活動し、南東部では大猿山溶岩グループ、岩溶岩グループ、白磯溶岩グループ、本小松溶岩グループ、真鶴溶岩グループが活動し、これらの火山活動で単成火山群を形成したものと考えられる。また箱根火山南東部の側火山である幕山も同じ頃の活動とされる。
この時期の単成火山の活動によって、現在の真鶴半島が形成されたと考えられている。久野久は真鶴半島を形成する溶岩は箱根外輪山の中腹部より噴出したと考えたが、実際には真鶴半島付近の北西方向から南東方向へと連なる数ヶ所の火口から同時に安山岩質の溶岩を噴出し、溶岩ドーム群を形成したことが明らかとなった。真鶴半島を形成した火山活動は約15万年前の出来事と考えられる。また真鶴半島の形成に先立つ18万年前から15万年前頃、現在本小松石として採石され、石材として広く利用されている溶岩が噴出している。

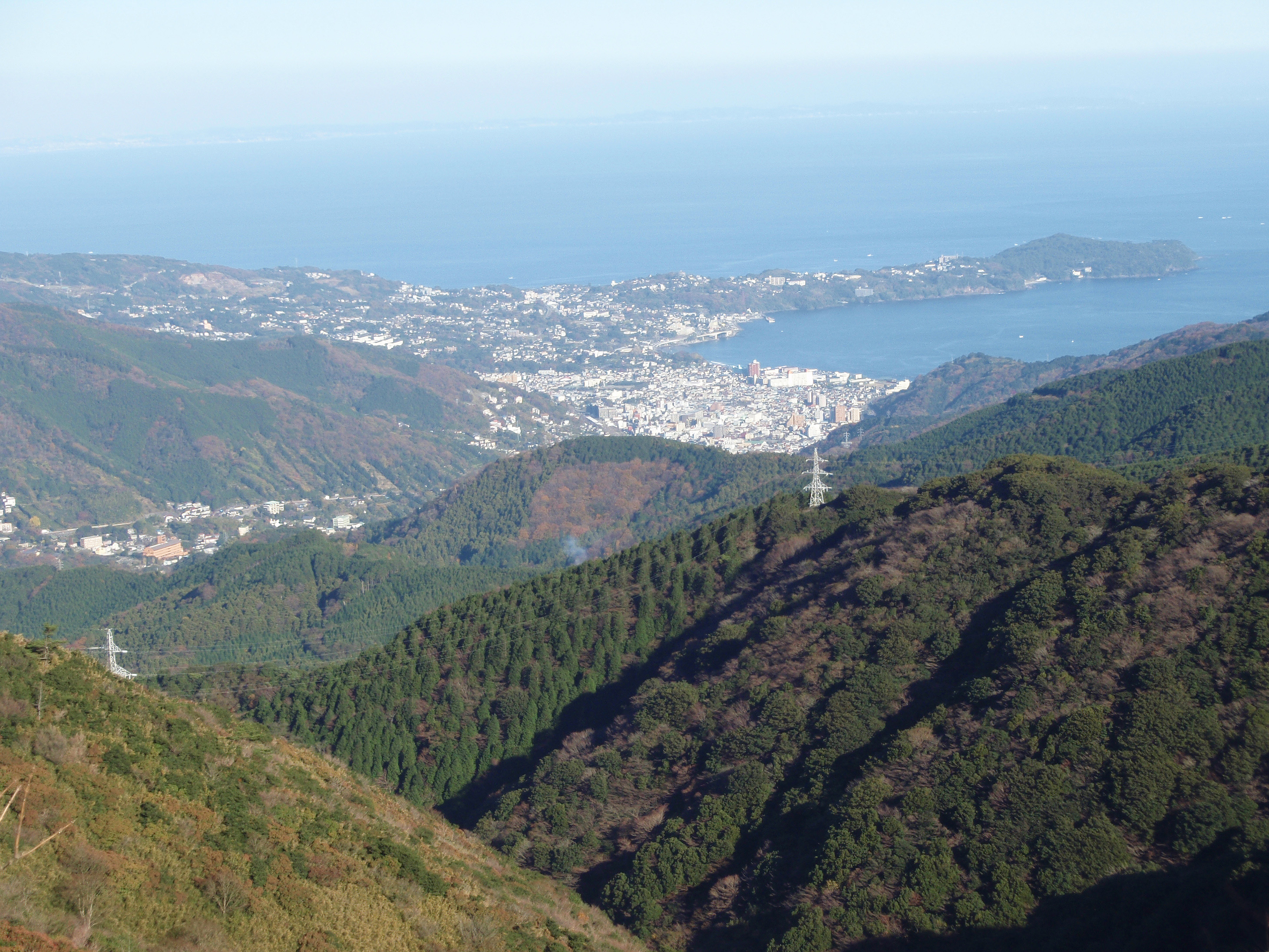
十国峠から見た真鶴半島
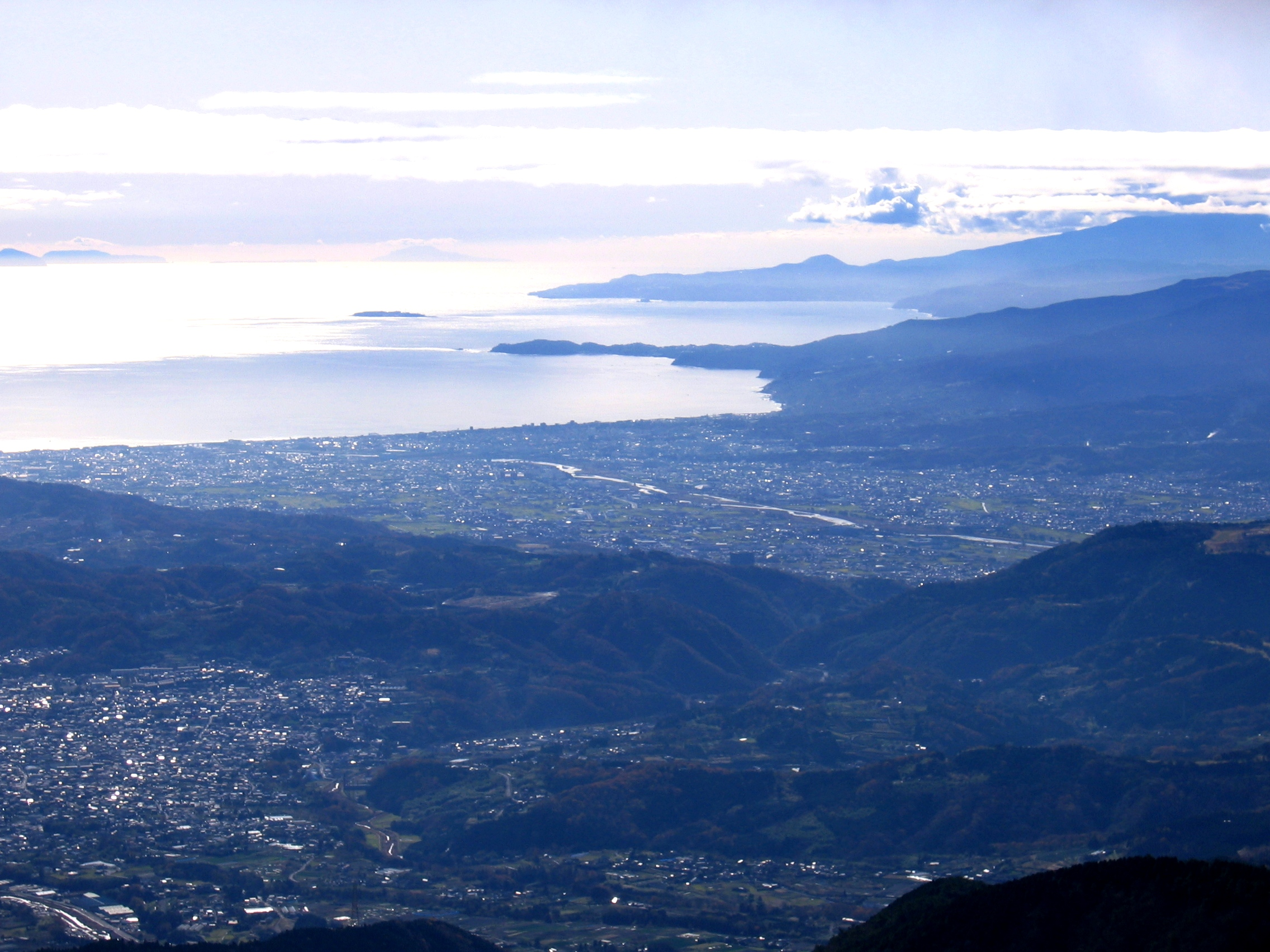
丹沢山地より見た真鶴半島と相模灘。真鶴半島の上にある凸部は伊豆半島の伊東市周辺にあたる。
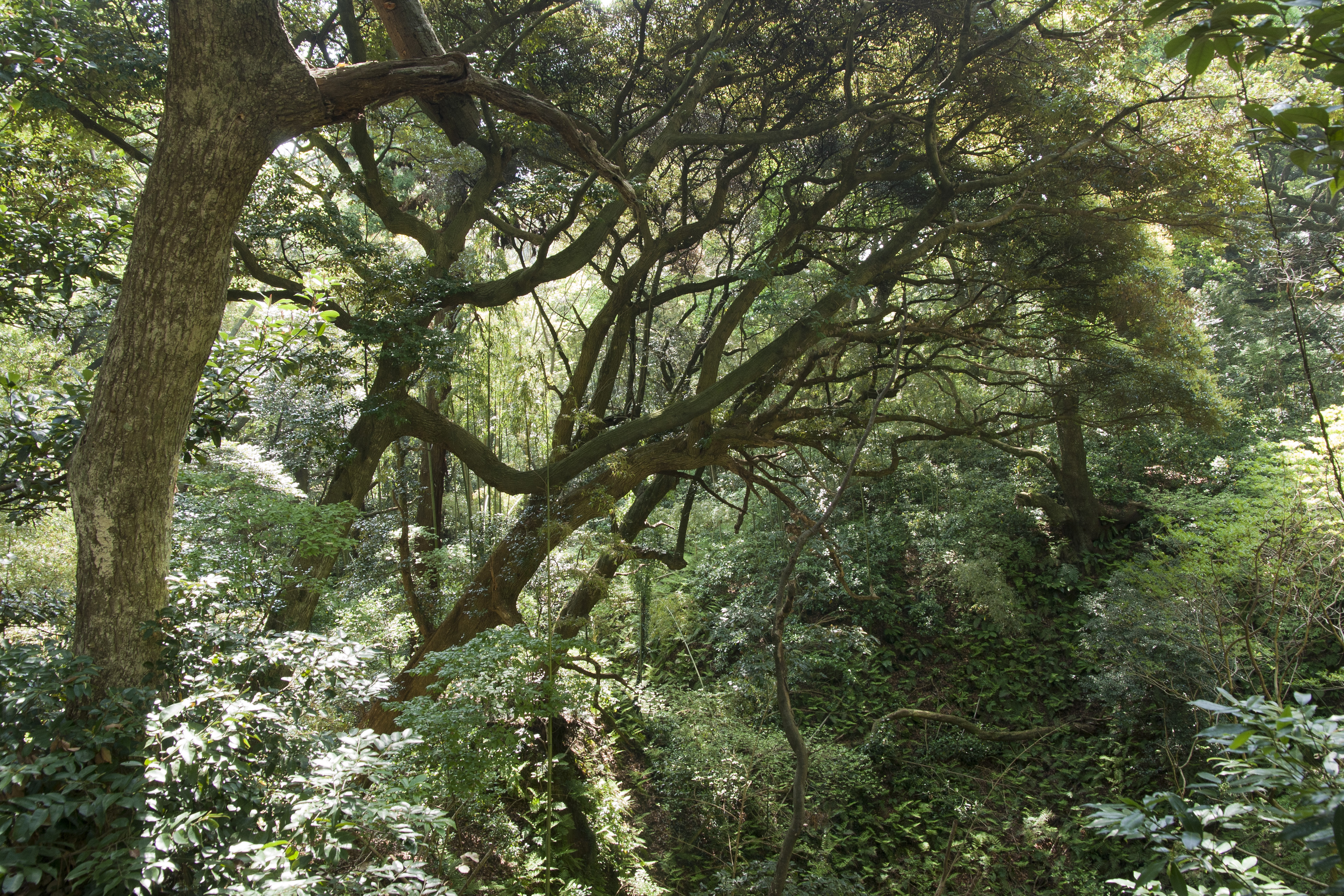
真鶴半島の照葉樹林